# 克訥普費爾巴赫河
49°04′12″N 10°53′07″E / 49.07007°N 10.88516°E
克訥普費爾巴赫河（德語：Knöpfelbach），是德國的河流，位於該國東南部，由巴伐利亞負責管轄，屬於施特采爾巴赫河的右支流，河道全長3公里，發源自泰倫霍芬。